# Notte prima degli esami (film)
Notte prima degli esami è un film italiano del 2006 diretto da Fausto Brizzi, al suo debutto alla regia.

## Trama
Roma, giugno 1989. Luca Molinari, diciannovenne spensierato e non molto brillante a scuola, alla fine dell'ultimo giorno dell'ultimo anno di liceo scientifico trova il coraggio di sfogare la rabbia che prova nei confronti del professore di lettere Antonio Martinelli, soprannominato "La Carogna" e odiato da quattro generazioni di studenti, ricoprendolo di insulti, poiché convinto di non doverlo incontrare mai più. Il professore, per tutta risposta, gli comunica di essere stato nominato sostituto del professor Santoro in qualità di membro interno della commissione degli esami di maturità, dato che quest'ultimo ha avuto un incidente: Luca, quindi, sarà costretto a trovarsi Martinelli anche agli esami. Luca ha un gruppo di amici a cui è molto legato: Massimiliano detto "Massi", simpatico, scanzonato e fidanzato con Simona; Alice, dolce ed eterna consigliera, segretamente innamorata di lui; Riccardo, di madre francese, affascinante, sportivo e spensierato, proveniente da una famiglia piuttosto ricca.
Quella sera Luca, certo di non essere ammesso alla maturità, va a una festa di compleanno, dove conosce Claudia, anche lei nell'anno della maturità, frequentante il liceo classico, rimanendo folgorato dalla sua bellezza. Luca e Claudia sembrano avere una perfetta sintonia e, dopo un breve ma intenso dialogo, salgono in una stanza, dove lei addirittura si toglie il vestito, mostrando a Luca il seno e proponendo una doccia insieme, ma vengono interrotti sul più bello da un imprevisto. I due quindi si perdono di vista e Luca, conoscendo soltanto il nome della ragazza, non ha modo di rintracciarla nei giorni successivi. Claudia è una ragazza con la testa sulle spalle, fidanzata con Cesare, ventitreenne coatto e ottuso, e ha un rapporto particolare di confidenza con la nonna paterna Adele, sua consigliera, alla quale affida i suoi segreti più intimi. Le due migliori amiche di Claudia sono Valentina e Chicca, che la spingono a lasciare Cesare, considerandolo stupido e infantile. Quando escono i quadri delle valutazioni, si scopre che tutti i protagonisti sono stati ammessi agli esami a eccezione di Chicca, che decide di scappare a Berlino. Claudia si ritrova quindi sola con Cesare, la superficiale Valentina e la nonna Adele.
Un giorno Luca incontra casualmente Martinelli, a cui hanno rubato l'auto, e (spronato da Alice) lo accompagna a fare la denuncia, venendo a conoscenza di alcuni aspetti della sua vita privata: il professore è separato dalla moglie, che ha lasciato la famiglia per un avvocato con un atteggiamento da yuppie. Riaccompagnato a casa, Martinelli a sorpresa offre a Luca ripetizioni di lettere; il ragazzo accetta, pur essendo convinto che l'insegnante stia fingendo di volerlo aiutare per poi umiliarlo agli esami. Si scopre che Martinelli, duro e severo a scuola quanto a casa, è anche il padre di Claudia. Luca inizia a frequentare casa Martinelli, pur non incontrando mai Claudia, e instaura con il docente un legame più profondo: il professore confida al ragazzo che quest'ultimo ha fatto con lui quello che, a suo tempo, avrebbe voluto fare lui, ossia andare dai propri insegnanti e dirgli tutte le brutte cose che pensava di loro, sfogando la propria rabbia repressa, e che decise di diventare un insegnante per poter essere quel docente apprezzato dagli studenti che lui non aveva mai avuto, obiettivo che non ha affatto raggiunto. Luca scopre quindi che Martinelli, fuori dalla scuola, almeno nei suoi confronti, è caratterialmente diverso e molto più simpatico. A un certo punto Luca confessa al professore di essere profondamente innamorato di una ragazza e Martinelli, senza ovviamente sapere che si tratta di sua figlia, gli dà una lezione di vita, spiegandogli che quando si desidera davvero qualcosa bisogna correre e andarselo a prendere, come fece lui con la sua ormai ex moglie, viaggiando per tutta la notte verso Roma per dirle di essere innamorato di lei, per poi superare con successo l'ultimo esame universitario pochi giorni dopo. Luca continua le sue ricerche di Claudia, tornando alla villa della festa, dove si fa dare un video della serata nel quale Claudia compare in uno spezzone di pochi secondi, spezzone che guarda in continuazione per tutta la notte.
Nel frattempo Massi, in un momento di debolezza, tradisce Simona con la sorella minore di lei, Loredana, proprio mentre Simona sospetta di essere incinta di lui. Durante un'uscita serale, Luca chiede a Riccardo di fargli guidare la Porsche di suo padre; dopo un'iniziale riluttanza Riccardo accetta, ma Luca, aprendo la portiera per scendere e mettersi al posto di guida, non si accorge dell'arrivo di un camion che la stacca di netto, causando 1,5 milioni di lire di danni. I tre ragazzi si trovano dunque ognuno con un grave problema: per Luca è la promozione all'esame, per Massi è l'incertezza sulla gravidanza di Simona e per Riccardo l'auto danneggiata.
Claudia, intanto, inizia a ribellarsi alle imposizioni dei genitori riguardo al suo futuro: il padre vuole farle studiare lettere, mentre la madre desidera farla iscrivere a giurisprudenza per poi introdurla nello studio legale del compagno Ottavio. La ribellione e il tenero amore tra la nonna Adele ed un anziano e simpatico signore di nome Ludovico la portano a buttarsi alle spalle il passato e, una notte, a riuscire finalmente a lasciare Cesare. Quella stessa notte Claudia, quando torna a casa, scopre che la nonna, a cui non vedeva l'ora di comunicare la notizia, è morta nel sonno. La ragazza si ritrova quindi completamente sola, ma interviene suo padre, il quale, grazie all'apertura con Luca, si è ammorbidito e riesce a confortarla.
Per trovare il denaro necessario per riparare l'auto del padre di Riccardo, Luca e i suoi amici organizzano una cena in cui vendono ai coetanei delle false tracce dei temi degli esami, da loro inventate sulla base delle voci che circolano a tale riguardo. Qualche giorno dopo, alla radio viene annunciato che il Ministero dell'Istruzione non sarebbe riuscito a comporre tutte le commissioni di maturità in tempo, quindi gli esami sarebbero stati annullati e tutti i maturandi automaticamente promossi. I ragazzi, credendo alla notizia, iniziano subito a festeggiare e, nell'esultanza generale, Luca si ritrova a dover insultare Martinelli per non essere disprezzato dagli amici: l'amicizia è così rovinata. Poco dopo, tuttavia, si scopre che la comunicazione era in realtà uno scherzo radiofonico, quindi Luca capisce di essere di nuovo nei guai.
Il giorno prima degli esami, Massi e Simona consultano un ginecologo che conferma la gravidanza della ragazza. Dopo aver deciso di tenere il bambino, quel pomeriggio Simona legge il diario di Loredana e scopre il tradimento: dopo essere stato violentemente insultato, Massi si rende conto del proprio errore e tenta di farsi perdonare inginocchiandosi sotto la casa della ragazza e rimanendovi per ore.
Quella sera, Luca e Riccardo usano una parte del denaro ricavato dalla cena per acquistare le vere tracce della maturità da "Tracina", un ripetente che è riuscito a procurarsele, ma rimangono basiti quando scoprono che sono identiche a quelle inventate da loro pochi giorni prima. Nel frattempo Alice esce a cena con i genitori e incontra Martinelli con i figli, conoscendo così Claudia. Quando Luca la chiama per ritrovarsi sotto casa di Simona a guardare le tracce, Alice con un po' di amarezza comunica la notizia all'amico capendo che non ricambierà mai il suo sentimento. A quel punto Luca, ricordandosi delle parole di Martinelli, corre a casa sua: qui racconta tutta la verità su Claudia al professore, scusandosi per gli insulti e chiedendo di entrare in casa. Martinelli perdona il ragazzo e lo fa entrare; una volta all'interno, Luca incontra finalmente Claudia, ma prima che possa dichiararle il suo amore lei gli chiede il numero di Riccardo, con cui aveva parlato per pochi secondi alla festa. Uscito mestamente di casa, Luca viene consolato dal professore, che gli fornisce un'altra lezione di vita, dicendogli che l'importante non è ciò che si trova alla fine della corsa ma ciò che si prova mentre si corre, e gli consiglia di studiare Leopardi per l'esame orale, dicendo che lo interrogherà al riguardo qualora lo vedesse in difficoltà.
Passando davanti alla casa di Simona, Luca vede Massi in ginocchio, immobile dal pomeriggio, e si unisce a lui, venendo raggiunto poco dopo da Alice e Riccardo: tutti e quattro rimangono a lungo sotto la finestra per aiutare Massi a riconquistare Simona che, inizialmente molto arrabbiata e impassibile, alla fine sorride e lo perdona. In questo modo si conclude la loro notte prima degli esami; il mattino dopo il gruppo, ora di nuovo unito, si reca a scuola per affrontare finalmente la temuta maturità.
Durante il colloquio d'esame, Luca si trova in difficoltà su una domanda di scienze e Martinelli, con atteggiamento all'apparenza accomodante, gli fa una domanda su un poeta, come promesso: si tratta però non di Leopardi ma di Carducci. Luca, dopo una breve esitazione, dimostra di conoscere perfettamente l'argomento, in quanto, convinto del fatto che non ci si debba mai fidare completamente di un insegnante, ha ripassato tutti gli autori del programma eccetto Leopardi. La sua brillante dissertazione viene accolta con visibile soddisfazione dal professore, evidentemente compiaciuto della crescita e dell'intelligenza dimostrate dal ragazzo.
Durante i titoli di coda viene mostrato il futuro di tutti i personaggi del film: Massi e Simona hanno avuto tre figli, adottato due cani e acquistato una Fiat Duna, come Massi stesso aveva detto di desiderare durante il film; Alice è una consulente matrimoniale single; Riccardo è latitante dopo aver causato il crack di una multinazionale ed è sposato con Claudia, alla fine diventata avvocato (contrariamente a quanto desiderava); Chicca è diventata un'ecoterrorista e ha incendiato tre fast food McDonald's a Berlino; Valentina è diventata una "casalinga disperata"; Roberto, il fratello di Claudia, è diventato il direttore del personale di Gardaland; Cesare, ex-fidanzato di Claudia, è diventato un eurodeputato; Filippo Santilli, il compagno di classe "secchione" dei protagonisti e bersaglio dei loro scherzi, è diventato un serial killer; infine Luca, il protagonista della storia, è diventato proprio un professore di lettere.

## Riferimenti agli anni ottanta
Il film offre un'accurata ricostruzione della cultura giovanile degli anni ottanta attraverso l'inserimento di molteplici riferimenti, in particolare musicali. Alcuni di essi sono pressoché contemporanei all'anno in cui è ambientato il film, il 1989, altri più vecchi: sono presenti o citate le canzoni Lamette (del 1982), The Wild Boys (del 1984), Save a Prayer (del 1982), The Final Countdown (del 1986), Cosa resterà degli anni '80 (del 1989), Self Control (del 1984) e Gioca Jouer (del 1981, che comunque conservava ancora una certa popolarità alla fine di quel decennio, tanto che nel 1989 ci fu anche una cover cantata da Fiorello). Sono presenti anche riferimenti al muro di Berlino, che venne abbattuto proprio nell'autunno del 1989, all'Inter dei record dell'allenatore Giovanni Trapattoni che vinse lo scudetto quell'anno, alla Nazionale di calcio che vinse i mondiali del 1982, al pilota automobilistico Niki Lauda ed al film Rambo III (del 1988). 
Lo stesso titolo del film è un riferimento all'omonima canzone di Antonello Venditti del 1984, che fa parte della colonna sonora della pellicola. Altro riferimento alla canzone del cantautore romano è il fatto che, sia nel film che nel testo del brano, la ragazza amata dal protagonista si chiama Claudia.

## Personaggi
- Luca Molinari: è un diciannovenne romano che frequenta l'ultimo anno di liceo scientifico, non particolarmente brillante a scuola, dal carattere gentile, simpatico ed estroverso. I suoi migliori amici sono Alice, Massi e Riccardo. Si innamorerà di Claudia, figlia del professore di lettere Martinelli, che lui inizialmente odia ma con il quale farà amicizia durante il film e dal quale imparerà molte cose e lezioni di vita, fino a instaurare con lui un rapporto speciale. Alla fine del film riuscirà a dichiararsi a Claudia, la quale però preferirà a lui Riccardo. All'esame di maturità dimostrerà a Martinelli (che tenta comunque di metterlo in difficoltà nonostante il legame che ormai li unisce) di essersi preparato come si deve. I titoli di coda rivelano che, da adulto, Luca è diventato proprio un professore di lettere.
- Professor Antonio Martinelli: è il professore di lettere del liceo di Luca e dei suoi amici, nonché il padre di Claudia e Roberto. Separato dalla moglie, vive con i figli e con la madre, la simpatica Adele, che diversamente da lui ha un buon rapporto con i nipoti, specialmente con Claudia, e che purtroppo verrà a mancare verso la fine del film. È apparentemente molto severo, scontroso e spietato, sia a scuola che nella sua vita privata, motivo per cui viene da sempre soprannominato dai suoi alunni La Carogna, ma in realtà nasconde un animo buono e simpatico. Quando Luca lo riempie di insulti, anziché arrabbiarsi, rimane colpito, in quanto si sente dire le stesse cose che avrebbe voluto dire lui ai suoi insegnanti da adolescente e che gli aveva detto anche la moglie prima di lasciarlo; decide poi di aiutare il protagonista facendogli ripetizioni e raccontandogli della sua giovinezza e tra i due nasce una forte amicizia, che fa venire a galla tutti i lati migliori della personalità del professore.
- Claudia Martinelli: è la figlia del professor Martinelli e, alla fine, la fidanzata e futura moglie di Riccardo. Le sue migliori amiche sono Valentina e Chicca. Ragazza simpatica, dolce e bella, non sopporta che i suoi genitori decidano il suo futuro (ha frequentato il liceo classico perché costretta dal padre, il quale vorrebbe poi che si iscrivesse alla facoltà di lettere, mentre la madre vorrebbe farla iscrivere a giurisprudenza) e cerca di ribellarsi con il supporto delle sue amiche e soprattutto della nonna paterna Adele, che proprio sul più bello morirà lasciandola molto dispiaciuta, anche se a quel punto suo padre, reso più tranquillo dall'amicizia con Luca, riuscirà a confortarla. È inizialmente fidanzata da quattro anni con il coatto Cesare, che tuttavia non sopporta più e riesce a lasciare poco prima dell'esame di maturità. Alla festa flirta con Luca (arrivando a spogliarsi davanti a lui), che si innamora di lei, ma quando quest’ultimo alla fine la ritrova e si dichiara, lo scarica chiedendogli del suo amico Riccardo, con il quale si sposerà; alla fine diventerà un'avvocata, contrariamente ai suoi desideri iniziali.
- Massimiliano "Massi" Apolloni: migliore amico di Luca e Riccardo e fidanzato di Simona. È un ragazzo rozzo, volgare e un po' pervertito ma molto simpatico e sempre disposto ad aiutare i suoi amici (che lo definiscono sempre un cazzaro). Come Luca, odia e teme il professor Martinelli e non è per niente brillante nello studio; all'inizio del film Luca dice di lui che "detiene il record mondiale di nonni morti", spiegando che Massi ha raccontato per 35 volte che gli era appena morto il nonno per non essere interrogato. Nel corso del film perde il controllo di sé stesso e tradisce Simona, che intanto è rimasta incinta (portandolo quasi a decidere di mettere la testa a posto), con la futura cognata Loredana, che lo ha stuzzicato sessualmente. Quando Simona lo scopre e lo lascia insultandolo, si pente e cerca disperatamente di riconquistarla mettendosi in ginocchio per tutta la notte sotto la sua finestra, fino a quando lei cede e lo perdona. Suggerisce a Luca durante la maturità; da adulti, lui e Simona hanno avuto tre figli, adottato due cani e acquistato una Fiat Duna.
- Riccardo Alvicini: migliore amico di Luca e Massi e, alla fine, fidanzato di Claudia. È un ragazzo di bell'aspetto, intelligente, estroverso e gentile, che aiuta i suoi amici a ogni costo. La sua famiglia è piuttosto ricca e sua madre è originaria della Francia. Durante il film dovrà affrontare dei problemi finanziari in quanto Luca ha distrutto per sbaglio la portiera dell'auto di suo padre (che è lontano da Roma per lavoro), con la quale Riccardo stava portando gli amici a fare un giro di sera. Riuscirà a risolvere il problema vendendo dei presunti titoli dei temi della maturità che ha inventato insieme agli amici ma che in seguito si riveleranno essere identici a quelli veri. Come Luca e Massi, non studia molto ed odia il professor Martinelli (anche se nella versione libro "Notte prima degli esami", c'è scritto che va bene a scuola nonostante studi poco) infatti dopo che la radio comunica per scherzo che la maturità è stata annullata, è il primo ad iniziare ad urlare "Devi morire!" all'insegnante, spingendo anche un riluttante Luca a unirsi al coro. Si sposerà con Claudia e lavorerà per una multinazionale che però manderà in crack economico e per questo si renderà latitante.
- Alice Corradi: migliore amica di Luca e amica di Massi, Riccardo e Simona. È segretamente innamorata, ma non ricambiata, di Luca, e lo aiuta a cercare Claudia. A differenza dei suoi amici, mostra rispetto verso il professor Martinelli, al punto da suggerire a Luca di riconciliarsi con il professore e di accompagnarlo a fare la denuncia dopo che gli hanno rubato la macchina. Il modo in cui incoraggia Massimo a riavvicinarsi a Simona, insieme ad altri piccoli gesti, rivela che, pur rimanendo più in disparte, Alice è in realtà la più sensibile e altruista del gruppo. Da adulta è una consulente matrimoniale single.
- Simona Natali: amica di Luca, Riccardo e Alice e fidanzata di Massi (a detta dei suoi amici, è l'unica persona in grado di sopportarlo), che la metterà incinta poco prima della maturità. Viene tradita da Massi, che in un momento di incertezza fa l'amore con sua sorella minore Loredana, e quando lo scopre va su tutte le furie e lascia il fidanzato, insultandolo ferocemente; dopo che Massi cerca disperatamente di riconquistarla inginocchiandosi sotto casa sua fino a tarda notte, si commuove e lo perdona.
- Filippo Santilli: il "secchione" della classe, costantemente preso in giro e vittima di scherzi da parte dei suoi compagni, soprattutto Massi. È un ragazzo gentile ma dall'insopportabile atteggiamento noioso, pignolo e saccente. Tenta di aiutare il gruppo di amici nello studio, facendo loro domande molto difficili e non ottenendo grandi risultati. Da adulto diventerà un serial killer.
- Francesca "Chicca" Salvatori: migliore amica di Claudia e Valentina, vuole loro molto bene e le aiuta in ogni occasione. Ha un rapporto molto freddo con suo padre, che a quanto pare non la considera e le perdona qualsiasi nefandezza. Ragazza all'apparenza intellettuale e intelligente, in realtà a scuola ha buoni voti solo nelle materie umanistiche e va molto male in tutto il resto, soprattutto in matematica e fisica. Per questo motivo è l'unico dei personaggi a mancare l'ammissione all'esame di maturità e ciò le causa un crollo emotivo che la porta a scappare, andando da sola a Berlino dopo aver salutato con commozione Claudia. Da adulta è diventata una eco-terrorista e ha incendiato tre McDonald's a Berlino.

## Produzione
Il film ha consentito a Brizzi di aggiudicarsi il premio come "miglior regista esordiente" ai David di Donatello 2006 ed è stato un grande successo commerciale e di critica. Ha vinto oltre 40 premi in festival italiani e stranieri e ha avuto 10 candidature ai David di Donatello. In Italia ha incassato € 12 469 000.
Dal film sono state tratte altre opere per cinema e TV. Nel 2007 è uscito Notte prima degli esami - Oggi, dello stesso regista, un newquel ambientato nell'estate 2006 che ha superato complessivamente gli incassi del primo e ha permesso al regista di vincere il Nastro d'Argento 2007 come personaggio dell'anno; nel 2008 è uscito in Francia il remake Nos 18 ans, diretto da Frederic Berthe, con Michel Blanc nel ruolo del professor Martinaux (in Italia Martinelli); nel 2011 Rai Fiction ha prodotto una miniserie in due puntate dal titolo Notte prima degli esami '82, ambientata tra Roma e Madrid nel periodo dei Mondiali di calcio vinti dagli Azzurri.
Nel maggio del 2006 è stato pubblicato un romanzo tratto dal film. Per la maggior parte è raccontato da Luca, ma ogni tanto ci sono annotazioni del diario di Claudia.

## Curiosità
- Quando Massi è inginocchiato davanti a casa di Simona, compare un poliziotto deciso a farlo andare via, ma che poi, non riuscendo a convincerlo, decide di lasciar perdere e di andarsi a prendere qualcosa da bere con il suo compagno di pattuglia, decisamente poco collaborativo. Questo personaggio è interpretato da Enzo Salvi, che però nei titoli di coda non è accreditato. Salvi è presente nel ruolo di un agente di polizia anche in Notte prima degli esami - Oggi, venendo questa volta accreditato come interprete, alle prese con il rumoroso sfogo della madre di Luca, Antonella (Paola Onofri), che caccia di casa il marito Paolo (Giorgio Panariello) dopo aver scoperto di essere stata tradita.

- Nei titoli di coda sono scritti, accanto ai nomi e alle immagini dei personaggi, i lavori che essi svolgeranno in futuro, pensati per essere il contrario di quello che ci si potrebbe aspettare a tale proposito vedendo il film, e come ultima scena si vede Luca durante l'esame finale della Maturità con accanto la scritta "Luca, professore di lettere". La stessa scena si mostrerà all'inizio del seguito Notte prima degli esami - Oggi che mostra gli anni in cui gli "antenati" di Luca svolgono gli esami di maturità.

- Nel film sono visibili spezzoni di una replica della trasmissione televisiva Indietro tutta!, condotta da Renzo Arbore e Nino Frassica, e di una puntata del programma televisivo erotico Colpo grosso, condotto da Umberto Smaila.

- La villa dove si tiene la festa all'inizio del film è la stessa usata per il film Il mio miglior nemico, uscito un mese dopo, per ambientare la residenza della famiglia del protagonista Carlo Verdone.
- nelle scene del film, Massimiliano "Massi" Apolloni indossa un orologio di plastica di una nota ditta Svizzera. Il film è ambientato nell'estate del '86, l'orologio però è stato prodotto a partire dal '93.

## Distribuzione
Il film è stato distribuito da 01 Distribution il 17 febbraio 2006.
L’incasso globale è stato di 16,5 milioni di euro.

## Riconoscimenti
- 2006 - David di Donatello
  - Miglior regista esordiente a Fausto Brizzi
  - Nomination Miglior film
  - Nomination Migliore attrice protagonista a Cristiana Capotondi
  - Nomination Migliore attore non protagonista a Giorgio Faletti
  - Nomination Migliore sceneggiatura a Fausto Brizzi, Massimiliano Bruno e Marco Martani
  - Nomination Migliore produttore a Fulvio Lucisano, Federica Lucisano e Gianandrea Pecorelli
  - Nomination Miglior fotografia a Marcello Montarsi
  - Nomination Migliore colonna sonora a Bruno Zambrini
  - Nomination Miglior montaggio a Luciana Pandolfelli
  - Nomination Migliore fonico di presa diretta a Benito Alchimede e Maurizio Grassi
  - Nomination Premio David Giovani a Fausto Brizzi
- 2007 - Nastro d'argento
  - Nastro d'argento speciale a Fausto Brizzi
  - Premio Guglielmo Biraghi a Cristiana Capotondi
  - Nomination Migliore produttore a Fulvio Lucisano, Federica Lucisano e Gianandrea Pecorelli
- 2006 - Globo d'oro
  - Nomination Miglior attore a Giorgio Faletti
  - Nomination Miglior opera prima a Fausto Brizzi
- 2006 - Taormina Film Fest
  - Migliori costumi a Monica Simeone
- 2006 - Ciak d'oro
  - Migliore opera prima a Fausto Brizzi[3]
  - Nomination Migliore attore non protagonista a Giorgio Faletti
  - Nomination Miglior sceneggiatura a Fausto Brizzi, Massimiliano Bruno e Marco Martani
  - Nomination Migliore fotografia a Marcello Montarsi
  - Nomination Migliori costumi a Monica Simeone
  - Nomination Migliore scenografia a Beatrice Scarpato
  - Nomination Migliore produttore a Fulvio Lucisano, Federica Lucisano e Giannandrea Pecorelli
- 2006 - Montréal World Film Festival
  - Nomination Golden Zenith a Fausto Brizzi
- 2007 - Telegatto
  - Miglior film a Fausto Brizzi
- 2006 - Annecy Italian Cinema Festival
  - Premio del pubblico a Fausto Brizzi
- 2007 - Festival du Cinema Italien de Bastia
  - Premio dei giovani a Fausto Brizzi
  - Nomination Gran Premio della Giuria a Fausto Brizzi
- 2006 - Capri, Hollywood
  - Premio Carmelo Rocca a Federica Lucisano
- 2007 - Golden Graals
  - Nomination Miglior regista in un film commedia a Fausto Brizzi
  - Nomination Miglior attrice in un film commedia a Cristiana Capotondi
- 2006 - Kineo Awards
  - Miglior attrice protagonista a Cristiana Capotondi
  - Miglior produttore a Federica Lucisano, Fulvio Lucisano e Giannandrea Pecorelli
- 2008 - Primavera del Cinema Italiano Festival
  - Premio AGIS a Sarah Maestri e Andrea De Rosa

## Colonna sonora

### CD1
- Don't Stop Me Now · Queen
- Notte prima degli esami · Antonello Venditti
- Cosa resterà degli anni '80 · Raf
- The Wild Boys · Duran Duran
- Gioca jouer · Claudio Cecchetto
- Lamette · Donatella Rettore
- Noi, ragazzi di oggi · Luis Miguel
- The Final Countdown · Europe
- Settembre · Antonello Venditti
- Ultimi giorni di scuola · Bruno Zambrini
- I miei migliori amici · Bruno Zambrini
- Luca e Claudia · Bruno Zambrini
- La carogna · Bruno Zambrini
- Un nuovo amico · Bruno Zambrini
- Woodstock · Bruno Zambrini
- Dopo gli esami · Bruno Zambrini

### CD2
- Save a Prayer · Duran Duran
- Self Control · Raf
- Terra promessa · Eros Ramazzotti
- Sweet Dreams (Are Made of This) · Eurythmics
- Girls Just Want to Have Fun · Cyndi Lauper
- Rock 'n' Roll Robot · Alberto Camerini
- Wake Me Up Before You Go-Go · Wham!
- I Like Chopin · Gazebo
- Survivor · Mike Francis
- Wishing Well · Sananda Maitreya
- Eye in the Sky · The Alan Parsons Project
- Sexual Healing · Marvin Gaye
- Albachiara · Vasco Rossi
- Stand and Deliver · Adam and the Ants
- Should I Stay or Should I Go · The Clash
- You Spin Me Round (Like a Record) · Dead or Alive